# Farmakofor
Farmakofor (anglicky pharmacophore) je strukturální motiv (geometricky omezený funkčními skupinami) důležitý pro biologickou a převážně farmakologickou aktivitu. IUPAC (Mezinárodní unie pro čistou a užitou chemii) definuje farmakofor jako „soubor stérických a elektronických funkcí, který je nezbytný k zajištění optimálních supramolekulárních interakcí se specifickým biologickým cílem a ke spuštění (nebo blokování) jeho biologické odpovědi“.[zdroj?]
Farmakofory jsou sadou metod souvisejících s modely kvantitativní závislosti aktivity na struktuře (QSAR): vytvářejí trojrozměrná uspořádání funkční skupiny, které jsou vyžadovány pro aktivitu. Farmakofory se obvykle používají k odvození vztahu mezi strukturou a aktivitou skupiny molekul. Podobně jako v případě QSAR se farmakofory tradičně používají k předpovídání pouze jedné aktivity (tj. jednoho cíle). Poprvé se o farmakoforech zmínil americký farmakolog Lemont Keir v roce 1971.

farmakofor

## Struktura
Typický farmakofor obsahuje hydrofóbní skupiny, aromatické kruhy, akceptory a donory vodíkových vazeb, kationty a anionty, které mohou mít umístěny v receptoru nebo na samotném ligandu.

## Modelování farmakoforů

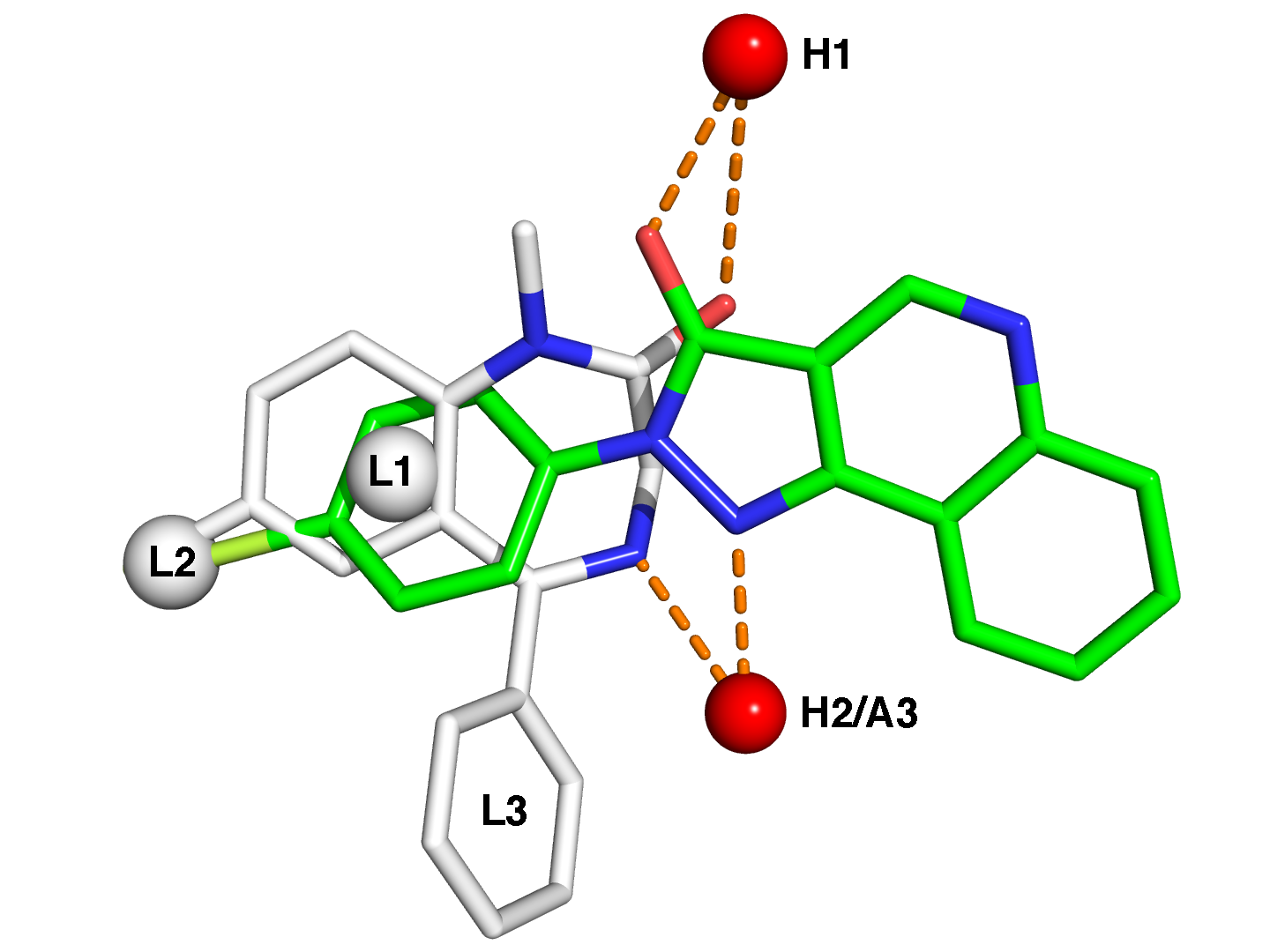
příklad farmakoforu: model benzodiazepinové místo na GABAA receptoru

Modelování farmakoforem se používá v kvantitativní i kvalitativní analýze ligandů pro předpověď farmakologické aktivity hypotetických molekul. Modelování farmakoforů je proto nedílnou součástí objevování nových léků.
Proces modelování obvykle obsahuje tyto kroky:
- výběr tréninkové sady ligandů
- konformační analýza
- molekulární superpozice
- abstrakce
- validace

Ověřený model lze použít pro vyhledávání bioaktivních molekul z databáze s velkým počtem chemických struktur. Užívají se programy jako BUILDER a LUDI.
Virtuální screening založený na farmakoforu se využívá v identifikaci hit sloučenin (molekula, která uspěla v iniciálním screeningu). Hlavní výhodou je snadnost a nenáročnost na čas. Odvozený model farmakoforu složí jako šablona k prohledávání velké databáze ligandů k odvození dalších molekul, které mají podobné vlastnosti.

## Léčiva
Chemické molekuly které se používají jako léčiva mají specifické vlastnosti. Požadavky pro tyto molekuly jsou netoxicita, efektivnost, stabilita (chemicky i metabolicky), rozumná rozpustnost syntetizovatelnost, možnost vhodné formulace (jako tablet, čípků, spreje...) a přesné uspořádání atomů, skupin v malé molekule pro interakci s jeho biologickým cílem a jeho aktivitou. Tedy molekula musí mít farmakologické parametry a vlastnosti ADMET (ADME je zkratka ve farmakokinetice a farmakologie pro „ absorpce , distribuce , metabolismu a vylučování “, a popisuje rozmístění a farmaceutické sloučeniny uvnitř organismu).

## Racionální návrh léků
Výzkum v oblasti farmaceutik se posunul dopředu a jako u ostatních odvětví vědy i u tohoto se stále více využívá elektroniky. V hlavní roli se zde vyskytuje onen farmakofor. Po vytvoření modelu farmakoforu, může být použit pro vyhledávání potenciálních ligandů z chemické databáze, virtuální screening, profilování ligandů, filtrování pozice, navrhování fragmentů nebo predikci farmakologických aktivit.